# Anna Vasziljevna Karejeva
Anna Vasziljevna Karejeva, cirill betűkkel Анна Васильевна Кареева (Adigeföld, 1977. május 10.) orosz kézilabdázó, a 2008-as olimpián ezüstérmes orosz női válogatott tagja. Az olimpiai ezüstérmen kívül háromszoros világbajnok, valamint Eb-győztes és bronzérmes. Nagyon rég a válogatott tagja, már a 2000-es Európa-bajnokságon is tagja volt a szbornajának.